# Десмургия

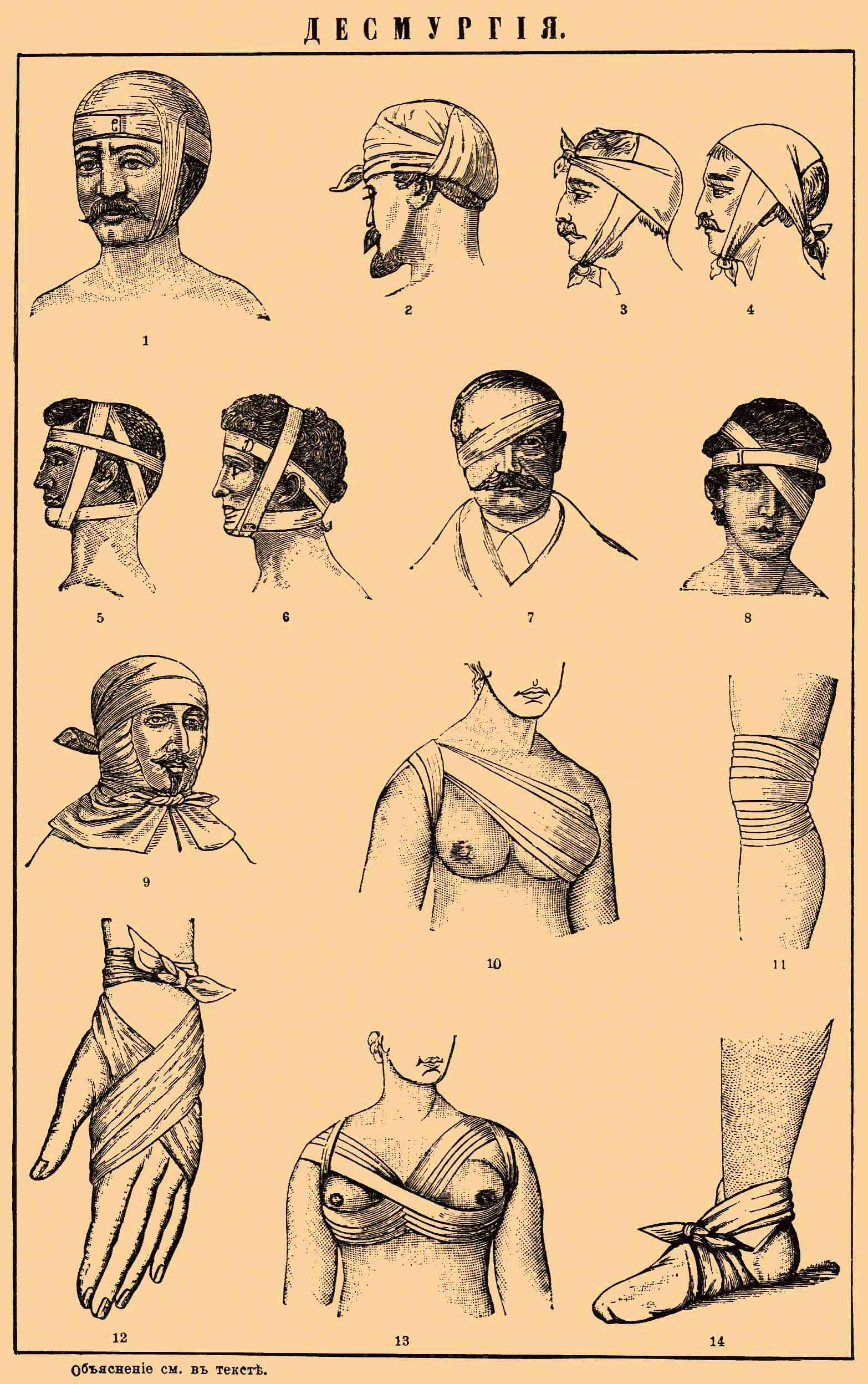
Виды повязок

Десмурги́я (от греч. δεσμός — «связь, повязка» и έργον — «дело») — раздел медицины, изучающий технику наложения повязок и шин.
Искусство наложения повязок, особенно бинтовых, должно быть изучаемо практически и требует большой сноровки и умения, так как при неумелом наложении не только не достигается предположенная цель, но можно причинить больному большой вред. Так, например, неправильно наложенная давящая повязка может вызвать отек и даже омертвение нижележащей части. В настоящее время десмургия, как отдельный предмет, преподаётся почти на всех медицинских факультетах.

## Различия повязок и перевязок
Принято различать определение «повязка» от «перевязки». Последняя накладывается обычно только на раны или язвы и состоит из отдельных тканей и веществ, приводимых в непосредственное соприкосновение с раной. Первая же имеет задачей удерживать перевязочные средства и вообще накладывается с различными целями: для удержания перевязочных средств; для давления на больную часть тела, когда само давление требуется как лечебный приём (давящая повязка); для придания неподвижности (иммобилизация) поражённой конечности (неподвижные повязки), и др. С этой целью пользуются бинтами, косынками, платками и пращами.

## Материалы мягких повязок

### Бинты
Бинты бывают одноглавые, когда они скатаны валиком, имеющим один свободный конец, двуглавые, когда они скатаны в два валика и оба конца бинта закатаны внутрь их и свободна только середина, и многоглавые (или сложные), когда к одному бинту пришивается под прямым углом ещё один (Т-образный бинт), два (четырёхглавый, или двойной Т-образный, бинт) и более бинтов.
Бинты приготавливаются марлевые, холщовые, фланелевые, резиновые. Чаще всего употребляются первые, причём марля для бинтов употребляется аппретированная (пропитанная) или крахмальная, в виде мягкой и в виде гигроскопической марли. Бинты из аппретированной марли при наложении смачиваются и, высыхая, образуют довольно плотную повязку. Бинтовые повязки, смотря по ходам бинта, бывают круговые, спиральные, змеевидные, восьмиобразные, колосовидные, черепашьи, возвратные и перекрещивающиеся. 

### Платки и косынки
Кроме бинтов, для повязок употребляются ещё платки, которые, будучи сложены различным образом, позволяют чрезвычайно разнообразное применение их. Доктор Майор в XIX веке ввёл их в хирургическую практику, почему и подобные повязки называются также майоровскими. Перегнутый по диагонали платок дает косынку; перекрученный платок — жгут, применяемый с целью сильного сдавливания каких-либо частей тела (например, при кровотечениях). Примеры разнообразного применения платков можно видеть на таблице.
В настоящее время приготавливаются большие платки с рисунками различных повязок, для которых подобные платки уместны. 

### Пращи
Пращи приготавливаются из длинного четырёхугольного куска холста, который складывается в поперечном направлении и прорезывается вдоль через оба слоя со стороны свободным концом не менее чем на две трети его длины в сложенном состоянии. Такой четырёхугольник, будучи развернут, имеет 4 свободных конца и цельную середину. Пращи бывают четырёхглавые, шестиглавые и др. Пращевидные повязки часто с большим успехом заменяют бинтовые.

## Материалы в зависимости от предназначения  повязок

### Давящие повязки
С целью наложения давящей повязки всего чаще пользуются фланелевыми и особенно резиновыми бинтами. Обладая достаточной эластичностью, фланелевый бинт равномерно давит на бинтуемую часть тела, нигде не врезываясь в поверхность его и не образуя перетяжек на коже. Резиновые бинты бывают или из чистой резины, или из бумажной или шёлковой ткани, и оказывают равномерное давление, потому с большим успехом применяются при многих болезнях (отёках, хронических язвах нижних конечностей и др.). Резиновые бинты и резиновые жгуты нередко накладываются для остановки кровотечения, а иногда и при операциях с целью обескровливания оперируемых частей. 

### Неподвижные повязки
Так наз. иммобилизация какой-либо поражённой конечности всего лучше достигается наложением неподвижных повязок. Самый простой способ состоит в пользовании шинами, лубками, накладываемыми на перевязываемую конечность, вокруг которых обводится бинт. Но такие повязки накладываются на короткое время и заменяются отвердевающими повязками, остающимися на весьма продолжительное время. Для отвердения повязки употребляются самые разнообразные вещества: яичный белок, клейстер, клей, жидкое стекло, творог с известью, гипс, шеллак, гуттаперча, войлок. Но всего целесообразнее гипс, а для более лёгких повязок — клейстер или хорошее жидкое стекло, особенно в соединении с шинами из папки или гуттаперчи. Для гипсовых повязок в бинт втирается самый мелкий и сухой порошок гипса; гипсовые бинты опускаются в глубокую миску с холодной водой, и когда они достаточно пропитаются водой, их накладывают на приготовленную соответственным образом бинтуемую конечность. Сверх бинта намазывается ещё гипсовая кашица. По высыхании бинта и кашицы получается твёрдая повязка, совершенно устраняющая способность движения перевязанной конечности. Для клейстерной повязки пользуются бумажными или полотняными бинтами, которые в несвёрнутом виде протягиваются через клейстер. Подобные повязки сохнут очень медленно, а потому для большей прочности пользуются ещё картонными или гуттаперчевыми шинами. Повязки из жидкого стекла получаются смазыванием полотняных или бумажных бинтов при помощи большой малярной кисти раствором кремнёво-кислого кали в воде. Такие повязки очень легки, но мало способны противодействовать смещению костей.